# عشق‌آباد (خراسان رضوی)
عشق‌آباد شهری در بخش مرکزی شهرستان میان‌جلگه در استان خراسان رضوی ایران است. این شهر، مرکز شهرستان میان‌جلگه است.

## موقعیت جغرافیایی
عشق آباد از شمال به نیشابور، از جنوب شرق به کدکن و تربت حیدریه و از جنوب به ریوش و کاشمر راه دارد.

## جمعیت
بر پایه سرشماری عمومی نفوس و مسکن در سال ۱۳۹۵، جمعیت شهر عشق‌آباد برابر با ۱٬۹۹۳ نفر (۵۹۲ خانوار) بوده است.